# Мойлах
Мойлах (англ. Moylagh; ирл. Maigh Locha) — деревня в Ирландии, находится в графстве Мит (провинция Ленстер). В деревне располагается развитый гаэльский спортивный центр, школа на 100 учеников, крытый стадион, церковь и супермаркет.